# Jiří Šlégr
Jiří Šlégr - API : [ˈjɪr̝i: ˈʃlɛ:gr̩]  - (né le 30 mai 1971 à Jihlava en Tchécoslovaquie aujourd'hui ville de République tchèque) est un joueur professionnel de hockey sur glace. Il est le fils de Jiří Bubla ancien défenseur international de hockey.

## Carrière en club
Il commence sa carrière en 1987 avec le club de HC Chemopetrol dans le championnat Élite tchèque (Extraliga). En 1990, il participe au repêchage d'entrée dans la Ligue nationale de hockey. Il est alors choisi par les Canucks de Vancouver en tant que troisième joueur (seconde ronde et 23e joueur choisi). Il joue encore deux saisons dans son pays avant de rejoindre la LNH d'Amérique du Nord pour la 1992-1993. En 1991, il est élu meilleur défenseur de la saison de l'Extraliga. Il est également choisi pour faire partie de l'équipe type.
En 1994, il rejoint les Oilers d'Edmonton en retour de Roman Oksiouta. Il joue deux nouvelles saisons avec les Oilers avant de retourner jouer quelques matchs dans son pays puis il joue la fin de la saison 1996-97 avec Södertälje SK dans l'Élite suédoise.
Après cette saison en Europe, il retourne dans la LNH et joue pour les Penguins de Pittsburgh en retour d'un choix de troisième ronde. Il joue alors aux côtés de plusieurs autres joueurs tchèques dont Jaromír Jágr, Robert Lang, Martin Straka ou encore Robert Döme.
En janvier 2001, il signe avec les Thrashers d'Atlanta en échange d'un choix de troisième ronde. Un an plus tard, encore une fois contre un choix de troisième ronde et Iouri Boutsaïev, il rejoint les Red Wings de Détroit futurs vainqueurs de la Coupe Stanley mais il ne joue finalement qu'une dizaine de matchs avec les Red Wings et un lors des séries.
Au cours de la saison 2002-2003, il retourne jouer en partie pour son équipe de toujours le HC Chemopetrol puis finit la saison avec l'Avangard Omsk dans le championnat russe. Au cours des séries de l'Avangard, il est le joueur le plus pénalisé avec 45 minutes de pénalités.
Après cette saison, il retourne dans la LNH et signe en tant qu'agent libre pour les Canucks. Malheureusement, ne s'entendant pas avec l'entraîneur de l'équipe, Marc Crawford, il change une nouvelle fois d'équipe et rejoint les Bruins de Boston en janvier 2004. Lors du lock-out 2004-2005, une nouvelle fois il joue pour son club formateur en République tchèque.
En 2005-2006, il joue une trentaine de matchs avec les Bruins et à la fin de la saison, il rejoint son pays et son club de toujours. Fin 2007, il joue en Suisse, dans la  Ligue nationale B pour le club du HC Bienne.
En 2007-2008, il joue pour HC Chemopetrol.

## Trophées et honneurs personnels
Superliga
- 2002 : participe au Match des étoiles avec l'équipe Est.

## Statistiques
| Saison     | Équipe                  | Ligue       |     | Saison régulière | Saison régulière | Saison régulière | Saison régulière | Saison régulière |   | Séries éliminatoires | Séries éliminatoires | Séries éliminatoires | Séries éliminatoires | Séries éliminatoires |
| Saison     | Équipe                  | Ligue       | PJ  | B                | A                | Pts              | Pun              | PJ               | B | A                    | Pts                  | Pun                  |                      |                      |
| 1987-1988  | CHZ Litvínov            | 1.liga tch. | 4   | 1                | 1                | 2                | 0                | -                | - | -                    | -                    | -                    |                      |                      |
| 1988-1989  | CHZ Litvínov            | 1.liga tch. | 8   | 0                | 0                | 0                | 4                | -                | - | -                    | -                    | -                    |                      |                      |
| 1989-1990  | CHZ Litvínov            | 1.liga tch. | 51  | 4                | 15               | 19               | -                | -                | - | -                    | -                    | -                    |                      |                      |
| 1990-1991  | HC CHZ Litvínov         | 1.liga tch. | 47  | 11               | 37               | 48               | 26               | -                | - | -                    | -                    | -                    |                      |                      |
| 1991-1992  | HC Chemopetrol Litvínov | 1.liga tch. | 38  | 7                | 21               | 28               | 30               | 4                | 2 | 1                    | 3                    | 8                    |                      |                      |
| 1992-1993  | Canucks de Hamilton     | LAH         | 21  | 4                | 14               | 18               | 42               | -                | - | -                    | -                    | -                    |                      |                      |
| 1992-1993  | Canucks de Vancouver    | LNH         | 41  | 4                | 22               | 26               | 109              | 5                | 0 | 3                    | 3                    | 4                    |                      |                      |
| 1993-1994  | Canucks de Vancouver    | LNH         | 78  | 5                | 33               | 38               | 86               | -                | - | -                    | -                    | -                    |                      |                      |
| 1994-1995  | HC Litvínov             | Extraliga   | 11  | 3                | 10               | 13               | 43               | -                | - | -                    | -                    | -                    |                      |                      |
| 1994-1995  | Canucks de Vancouver    | LNH         | 19  | 1                | 5                | 6                | 32               | -                | - | -                    | -                    | -                    |                      |                      |
| 1994-1995  | Oilers d'Edmonton       | LNH         | 12  | 1                | 5                | 6                | 14               | -                | - | -                    | -                    | -                    |                      |                      |
| 1995-1996  | Oilers du Cap-Breton    | LAH         | 4   | 1                | 2                | 3                | 4                | -                | - | -                    | -                    | -                    |                      |                      |
| 1995-1996  | Oilers d'Edmonton       | LNH         | 57  | 4                | 13               | 17               | 74               | -                | - | -                    | -                    | -                    |                      |                      |
| 1996-1997  | HC Litvínov             | Extraliga   | 1   | 0                | 0                | 0                | 0                | -                | - | -                    | -                    | -                    |                      |                      |
| 1996-1997  | Södertälje SK           | Elitserien  | 30  | 4                | 14               | 18               | 62               | -                | - | -                    | -                    | -                    |                      |                      |
| 1997-1998  | Penguins de Pittsburgh  | LNH         | 73  | 5                | 12               | 17               | 109              | 6                | 0 | 4                    | 4                    | 2                    |                      |                      |
| 1998-1999  | Penguins de Pittsburgh  | LNH         | 63  | 3                | 20               | 23               | 86               | 13               | 1 | 3                    | 4                    | 12                   |                      |                      |
| 1999-2000  | Penguins de Pittsburgh  | LNH         | 74  | 11               | 20               | 31               | 82               | 10               | 2 | 3                    | 5                    | 19                   |                      |                      |
| 2000-2001  | Penguins de Pittsburgh  | LNH         | 42  | 5                | 10               | 15               | 60               | -                | - | -                    | -                    | -                    |                      |                      |
| 2000-2001  | Thrashers d'Atlanta     | LNH         | 33  | 3                | 16               | 19               | 36               | -                | - | -                    | -                    | -                    |                      |                      |
| 2001-2002  | Thrashers d'Atlanta     | LNH         | 38  | 3                | 5                | 8                | 51               | -                | - | -                    | -                    | -                    |                      |                      |
| 2001-2002  | Red Wings de Détroit    | LNH         | 8   | 0                | 1                | 1                | 8                | 1                | 0 | 0                    | 0                    | 2                    |                      |                      |
| 2002-2003  | HC Chemopetrol          | Extraliga   | 10  | 2                | 3                | 5                | 14               | -                | - | -                    | -                    | -                    |                      |                      |
| 2002-2003  | Avangard Omsk           | Superliga   | 6   | 1                | 2                | 3                | 8                | 9                | 0 | 3                    | 3                    | 45                   |                      |                      |
| 2003-2004  | Canucks de Vancouver    | LNH         | 10  | 2                | 5                | 7                | 8                | -                | - | -                    | -                    | -                    |                      |                      |
| 2003-2004  | Bruins de Boston        | LNH         | 42  | 4                | 15               | 19               | 27               | 7                | 1 | 1                    | 2                    | 0                    |                      |                      |
| 2004-2005  | HC Chemopetrol          | Extraliga   | 46  | 6                | 23               | 29               | 135              | 6                | 1 | 2                    | 3                    | 30                   |                      |                      |
| 2005-2006  | Bruins de Boston        | LNH         | 32  | 5                | 11               | 16               | 56               | -                | - | -                    | -                    | -                    |                      |                      |
| 2006-2007  | HC Chemopetrol          | Extraliga   | 41  | 8                | 8                | 16               | 134              | -                | - | -                    | -                    | -                    |                      |                      |
| 2006-2007  | HC Bienne               | LNB         | -   | -                | -                | -                | -                | 4                | 2 | 2                    | 4                    | 12                   |                      |                      |
| 2007-2008  | HC Litvínov             | Extraliga   | 45  | 7                | 6                | 13               | 121              | 5                | 1 | 1                    | 2                    | 22                   |                      |                      |
| 2008-2009  | HC Litvínov             | Extraliga   | 48  | 5                | 26               | 31               | 98               | 3                | 0 | 0                    | 0                    | 4                    |                      |                      |
| 2009-2010  | HC Litvínov             | Extraliga   | 11  | 2                | 0                | 2                | 39               | 1                | 0 | 0                    | 0                    | 4                    |                      |                      |
| 2011-2012  | HC Litvínov             | Extraliga   | -   | -                | -                | -                | -                | 5                | 0 | 3                    | 3                    | 6                    |                      |                      |
| 2013-2014  | HC Litvínov             | Extraliga   | 28  | 2                | 6                | 8                | 52               | -                | - | -                    | -                    | -                    |                      |                      |
| 2014-2015  | HC Litvínov             | Extraliga   | 17  | 4                | 1                | 5                | 26               | -                | - | -                    | -                    | -                    |                      |                      |
| Totaux LNH | Totaux LNH              | Totaux LNH  | 622 | 56               | 193              | 249              | 838              | 42               | 4 | 14                   | 18                   | 39                   |                      |                      |

## Carrière internationale
Il représente la Tchécoslovaquie dans les compétitions internationales suivantes :
- Championnat du monde junior
  - 1989 -  Médaille de bronze.
  - 1990 -  Médaille de bronze. Il est sélectionné dans l'équipe type du tournoi.
  - 1991 -  Médaille de bronze. Il est élu meilleur défenseur du tournoi
- Jeux olympiques d'hiver
  - 1992 -  Médaille de bronze

À la suite de la séparation de la Tchécoslovaquie, il représente la République tchèque lors des compétitions suivantes :
- Championnat du monde
  - 1991 - 6e place
  - 1997 - médaille de bronze
  - 1998 - médaille de bronze
  - 2004 - 5e place
  - 2005 -  Médaille d'or. Avec cette médaille, il devient le 16e joueur à intégrer le Club Triple Or en même temps que son coéquipier en équipe nationale, Jaromír Jágr.
- Jeux olympiques d'hiver
  - 1998 -  Médaille d'or
- Coupe du monde de hockey
  - 2004 - défaite en demi-finale